# Serologie
Als Serologie bezeichnet man die Wissenschaft und Lehre von den Antigen-Antikörper-Reaktionen, soweit sie in vitro ablaufen. Sie ist demnach ein Teilgebiet der Immunologie. Ein Teilgebiet der Serologie ist seit Anfang des 20. Jahrhunderts die forensische Serologie.
Die im letzten Viertel des 19. Jahrhunderts in der Medizin, neben der Bakteriologie, bedeutsam gewordene Serologie befasst sich unter anderem mit der Entwicklung spezifischer Nachweise von Antigenen und Antikörpern. Das ist möglich, weil Antigen-Antikörper-Reaktionen sehr spezifisch sind. Damit werden einerseits Antigenträger identifiziert (wie zum Beispiel von Krankheitserregern Infizierte); andererseits werden durch den Nachweis bestimmter Antikörper im Blut die entsprechenden Krankheiten diagnostiziert.

Für den Serostatus gibt es zwei Möglichkeiten:
- Als seropositiv werden Individuen bezeichnet, bei denen Antikörper gegen ein bestimmtes Antigen gefunden werden.
- Bei negativem Befund ist das Individuum seronegativ (Zum Beispiel, wenn kein Rheumafaktor nachweisbar ist).

Dem Nachweis von Antikörpern sind jedoch Grenzen gesetzt aufgrund zweier zeitlicher Faktoren: Zum einen muss der infizierte Organismus mit der Bildung von Antikörpern begonnen haben, zum zweiten müssen diese in ausreichender Konzentration vorliegen.